# Independence Cup
L'Independence Cup è una competizione calcistica tuvaluana che si tiene sotto la giurisdizione della TNFA ed è organizzata a cadenza annuale.

## Storia
Questo torneo è stato istituito nel 1979. È organizzato in due fasi, la prima che vede 2 gruppi composti da 4 squadre con gironi all'italiana, che permettono alle prime 2 squadre dei rispettivi gironi di giocare la semifinale che è ad eliminazione diretta.

### Finali passate[1]
| Stagione | Incontro                 | Risultato |
| 1988     | Nauti - Manu Laeva       | 2-1       |
| 1990     | Nauti - Manu Laeva       | 3-1       |
| 1998     | Tofaga - Nauti           | 2-1       |
| 1999     | Nauti - Niutao           | 2-1       |
| 2000     | Lakena United - Niutao   | 4-0       |
| 2001     | Lakena United - Nanumaga | 7-0       |
| 2002     | Lakena United - Nanumaga | 2-0       |
| 2003     | Nauti - Manu Laeva       | 3-1       |
| 2004     | Lakena United - Nauti    | 3-0       |
| 2005     | Tamanuku - Lakena United | 1-0       |
| 2006     | Tofaga - Manu Laeva      | 1-0       |
| 2007     | Lakena United - Nauti    | 3-1       |
| 2008     | Nauti - Tofaga           | 3-2       |
| 2009     | Nauti - Tofaga           | 3-1       |
| 2010     | Tofaga - Lakena United   | 2-0       |
| 2011     | Manu Laeva - Tamanuku    | 2-1       |
| 2012     | Tofaga - Nauti           | 4-0       |

## Vincitori
| Club          | Vittorie |
| ------------- | -------- |
| Nauti         | 6        |
| Lakena United | 5        |
| Tofaga        | 4        |
| Manu Laeva    | 1        |
| Tamanuku      | 1        |